# Siennica-Klawy
Siennica-Klawy – wieś w Polsce położona w województwie podlaskim, w powiecie wysokomazowieckim, w gminie Czyżew.
| SIMC    | Nazwa            | Rodzaj    |
| ------- | ---------------- | --------- |
| 0396386 | Siennica-Karasie | część wsi |

W latach 1975–1998 miejscowość administracyjnie należała do województwa łomżyńskiego.
Wierni kościoła rzymskokatolickiego należą do parafii św. Apostołów Piotra i Pawła w Czyżewie.

## Historia
W XIX w. Sienice, Siennica albo Siennice. Osady i wsie okolicy szlacheckiej nad rzeczką Siennicą w powiecie ostrowskim, gmina Dmochy-Glinki. W wieku XIX okolicę tworzyły:
- Sienice Daćbogi, w 1827 roku 8 domów i 53. mieszkańców. Pod koniec XIX w. 6 domów, parafia Czyżew
- Sienice Giże, w 1827 roku 6 domów i 40. mieszkańców. Pod koniec XIX w. 7 domów i 46. mieszkańców, parafia Rosochate
- Sienice Jasiochy, w 1827 roku 7 domów i 36. mieszkańców, parafia Czyżew
- Sienice Karasie, w 1827 roku 4 domy i 23. mieszkańców, parafia Czyżew
- Sienice Klawy, w 1827 roku 2 domy i 11. mieszkańców, parafia Czyżew
- Sienice Łukasze, w 1827 roku 7 domów i 40. mieszkańców. Pod koniec XIX w. 7 domów
- Sienice Pierce, w 1827 roku 6 domów i 40. mieszkańców, parafia Rosochate
- Sienice Pietrasze, w 1827 roku 6 domów i 49. mieszkańców, parafia Czyżew
- Sienice Puzyki, w 1827 roku 4 domy i 22. mieszkańców. Pod koniec XIX w. 5 domów
- Sienice Szymanki, pod koniec XIX w. 9 domów
- Sienice Święchy, w 1827 roku 15 domów i 78. mieszkańców. Pod koniec XIX w. 10 domów i 93. mieszkańców, młyn
- Sienice Lipusy, w 1827 roku 3 domy i 19. mieszkańców[8]

W 1921 r. naliczono tu 9 budynków z przeznaczeniem mieszkalnym oraz 59. mieszkańców (27. mężczyzn i 32. kobiety). Wszyscy podali narodowość polską.